# Schleifsack

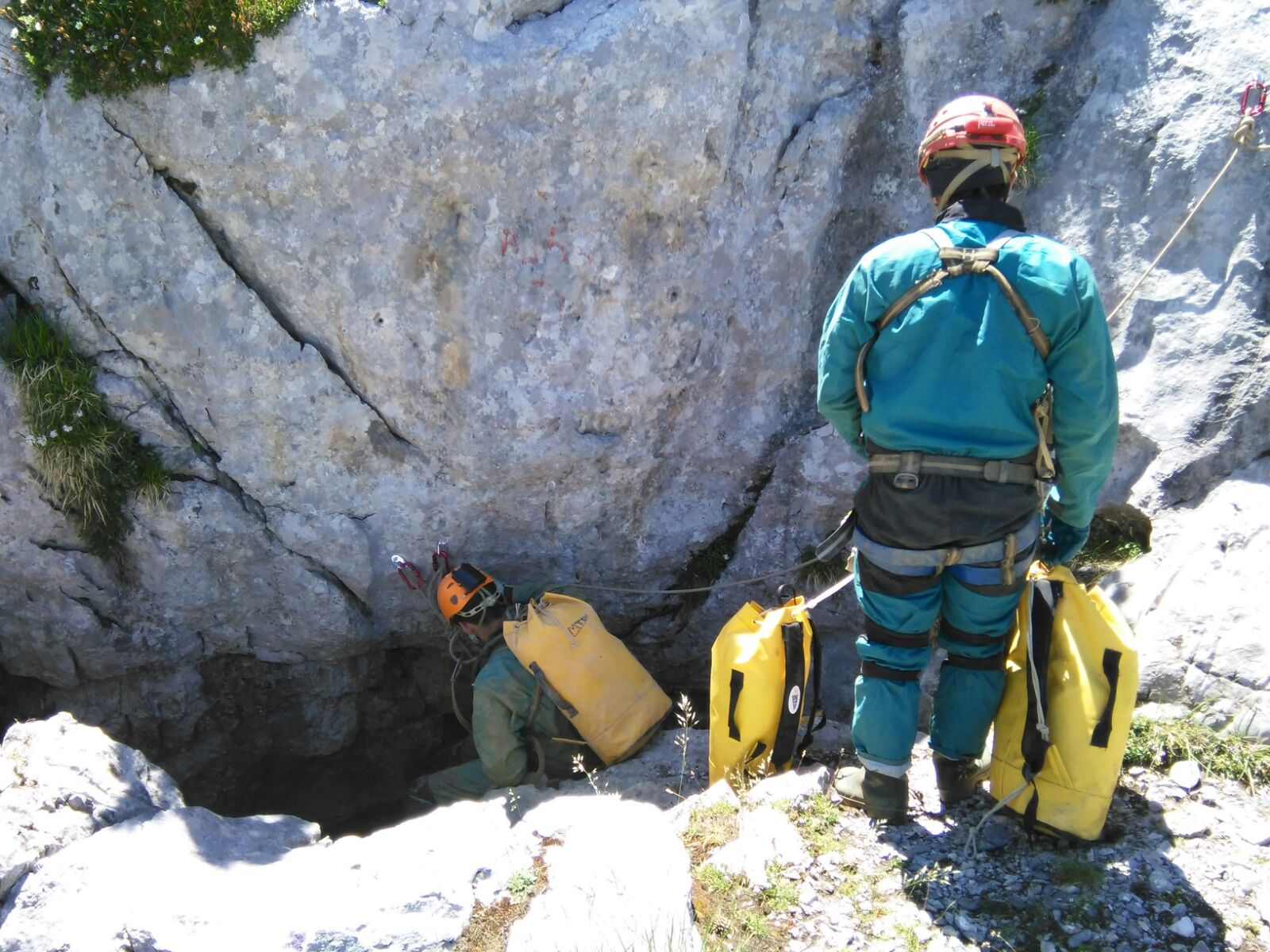
Höhlenforscher mit Schleifsäcken vor der Höhle Illaminako Ateak in Navarra

Der Schleifsack gehört zur Ausrüstung von Höhlenforschern. Es handelt sich dabei um einen sehr robusten, wasserdichten Rucksack, der, wie der Name sagt, in den engen Höhlengängen problemlos am Boden hinterhergezogen werden kann.